# Tallo (storico)
Tallo (in greco antico: Θάλλος?, Thállos; I secolo d.C. (?)) è stato uno storico greco antico.

## Biografia
Tallo è un autore di insicura o ignota biografia, identificabile forse con il liberto Tiberio Claudio Tallo, del I secolo.

## Opere
Della produzione di questo misterioso Tallo sono rimasti sparuti e incerti frammenti.
Sarebbe stato autore di una cronologia in tre libri che andava dall'età mitica della guerra di Troia (circa 1184 a.C., secondo la datazione tradizionale) fino al 112/109 a.C. (167ª olimpiade) secondo la testimonianza di Eusebio di Cesarea, o fino all'88/91 d.C. (217ª olimpiade) secondo alcuni critici moderni (Karst e Petermann).

### Riferimenti all'opera di Tallo
Nella sua Cronica di Teofane Giorgio Sincello cita le Chronographiai di Sesto Giulio Africano in riferimento all'oscurità avvenuta alla morte di Gesù Cristo secondo i Vangeli sinottici:
Questo avvenimento seguì ogni sua opera, e le guarigioni del corpo e dell'anima, e la conoscenza delle cose nascoste, e la sua risurrezione dai morti, tutti sufficientemente provati ai discepoli prima di noi e ai suoi apostoli: dopo che le tenebre più spaventose caddero su tutto il mondo, le rocce furono dilaniate da un terremoto e gran parte della Giudea e il resto del paese furono demoliti. Tallo chiama questa oscurità un'eclissi di sole nel terzo libro delle sue Storie, senza motivo, mi sembra.
Gli Ebrei, infatti, celebrano la Pasqua il 14° giorno, secondo il calendario lunare, e gli avvenimenti riguardanti il Salvatore avvennero tutti prima del primo giorno di Pasqua. Ma un'eclissi di sole avviene quando la luna si insinua sotto il sole, e questo è impossibile in qualsiasi altro momento se non tra il primo giorno della luna crescente e il giorno prima, quando inizia la luna nuova. Quindi come possiamo credere che un'eclissi sia avvenuta quando la luna era diametralmente opposta al sole? In effetti, lascia che sia così. L'idea che ciò sia accaduto afferri e trascini la moltitudine, e si consideri il prodigio cosmico come un'eclissi di sole secondo il suo aspetto. Flegonte riferisce che al tempo di Tiberio Cesare, durante la luna piena, avvenne una piena eclissi di sole, dall'ora sesta fino alla nona. Chiaramente questa è la nostra eclissi! Cosa c'è di comune in un terremoto, un'eclissi, rocce lacerate, una risurrezione dei morti e un movimento cosmico così grande? Per lo meno, per un lungo periodo, nessuna congiunzione così grande viene ricordata. Ma era un'oscurità divina, perché il Signore soffrì, e la Bibbia, in Daniele, sostiene che settanta intervalli di sette anni si sarebbero uniti fino a quel momento.»